# Heiße Hüpfer
Heiße Hüpfer (Originaltitel: The Last Continent) ist der zweiundzwanzigste Scheibenwelt-Roman von Terry Pratchett aus dem Jahr 1998. Ort der Handlung ist der Kontinent XXXX. Heiße Hüpfer gehört zu den Zauberer-Geschichten, weshalb Rincewind, der Erzkanzler und verschiedene andere Mitglieder des Lehrkörpers der Unsichtbaren Universität die prominentesten Rollen besetzen. Die Reparatur eines unvollendeten Kontinents und leidvolle Erfahrungen mit aktiver Evolution prägen diese Geschichte. Pratchett persifliert in dem Roman australische Stereotype, Zeitreisen, Darwinismus und moderne Management-Techniken.

## Handlung
Nach seinem letzten Einsatz im Achatenen Reich am Ende von Echt zauberhaft hat es den talentfreien Zauberer Rincewind auf den unbekannten Kontinent XXXX verschlagen. Gegen seinen Willen wartet auch auf diesem glutheißen, tödlichen Kontinent eine epochale Aufgabe auf ihn. Er soll das Werk des Schöpfers vollenden, das er durch seine unvorhergesehene Ankunft durcheinandergebracht hat. Wie immer versucht er, sich mit allen Mitteln dieser Verantwortung zu entziehen, gerät aber mit jedem Ausweichversuch stärker in den Fokus der Ereignisse. Unterstützt von einem gottähnlichen Känguru erreicht er die Hauptstadt Mistauch, entkommt knapp seiner Hinrichtung und ergibt sich schließlich seinem Schicksal. Am Ende seiner Bemühungen verfügt auch XXXX über so etwas wie Wetter, wozu auch Regen gehört. 
Unterdessen sind ein halbes Dutzend Kollegen von der Unsichtbaren Universität auf der Suche nach Rincewind, der als Einziger den wahren Namen des an morphischer Instabilität erkrankten Bibliothekars kennen könnte.
Unter Führung des Erzkanzlers und in Gesellschaft von Frau Allesweiß, der Chefhaushälterin der Universität, verschlägt ein bedauerliches Missgeschick die Forschergruppe durch Zeit und Raum auf eine kleine Insel. Hier, im Reich des Gottes der Evolution, lernt vor allem Ponder Stibbons ganz neue Aspekte der Schöpfungsgeschichte kennen und fürchten. Schließlich bringt ein extra an ihre Bedürfnisse angepasstes Kürbisboot sie von der Insel weg und direkt nach Viericks. Die verqueren Umstände ihrer Ankunft ermöglichen es Rincewind, die ihm gestellte Aufgabe zu vollenden.

## Ausgaben
- Taschenbuch, Goldmann, 1999, ISBN 3-442-41646-9
- gekürztes Hörbuch, Sprecher: Rufus Beck